# Pacifastacus
Pacifastacus (лат.) — род пресноводных десятиногих раков из семейства Astacidae. Обитают в водоёмах западной части Северной Америки (США и Канада). Во второй половине XX века в европейские воды был интродуцирован американский сигнальный рак (Pacifastacus leniusculus).
В род включают 5 ныне существующих и один вымерший вид:
- † Pacifastacus chenoderma (Cope, 1871)
- Pacifastacus connectens (Faxon, 1914)
- Pacifastacus fortis (Faxon, 1914)
- Pacifastacus gambelii (Girard, 1852)
- Американский сигнальный рак (Pacifastacus leniusculus) (Dana, 1852)
- Pacifastacus nigrescens (Stimpson, 1857)